# Нова Ухтарка
Нова Ухтарка — спецлагпункт в складі Ухтпечлагу, знаходився південніше Ухти на березі річки Ухтарка, Республіка Комі.
У цьому спецтаборі відбувалися масові розстріли засуджених по політичних статтях, у яких закінчувався термін ув'язнення. Кількість відомих похованих після розстрілів в 1937—1938 роках — 1768 людей.
Серед відомих розстріляних — Іннокентій (Клодецький) — єпископ Каширський.
1941 року тут утримували родини переселених німців Поволжя.